# 乔赛亚·亨森
乔赛亚·亨森（英語：Josiah Henson，1922年2月24日—2012年4月4日），美国男子摔跤运动员。他曾代表美国参加1952年夏季奥林匹克运动会摔跤比赛，获得男子自由式次轻量级铜牌。